# Sandvikens köping
Sandvikens köping var en tidigare kommun i Gävleborgs län. Centralort var Sandviken.

## Administrativ historik
Sandvikens köping bildades genom en utbrytning ur Högbo landskommun och del av Ovansjö landskommun (med 1 847 invånare) den 1 januari 1927. Sandviken fick sedan stadsrättigheter den 1 januari 1943 och Sandvikens köping ombildades därmed till Sandvikens stad, samtidigt som den återstående delen av Högbo landskommun inkorporerades i den nybildade staden.
Köpingens församling var Högbo församling som 1936 namnändrades till Sandvikens församling.

## Köpingsvapen
Sandvikens köping förde inte något vapen.

## Befolkningsutveckling
| Befolkningsutvecklingen i Sandvikens köping 1930–1940 | Befolkningsutvecklingen i Sandvikens köping 1930–1940 | Befolkningsutvecklingen i Sandvikens köping 1930–1940 | Befolkningsutvecklingen i Sandvikens köping 1930–1940 | Befolkningsutvecklingen i Sandvikens köping 1930–1940 |
| --- | ----------------------------------------------------- | ----------------------------------------------------- | ----------------------------------------------------- | ----------------------------------------------------- |
| |                                                       |                                                       |                                                       |                                                       |
| År |                                                       |                                                       | Invånare                                              |                                                       |
| 1930 | 1930                                                  |                                                       | 12 000                                                | 12 000                                                |
| 1935 | 1935                                                  |                                                       | 12 853                                                | 12 853                                                |
| 1940 | 1940                                                  |                                                       | 13 833                                                | 13 833                                                |
| Källa: SCB - Befolkning 1851 - 1910, SCB - Folkmängd inom administrativa områden 1910-1961 och Folkmängd 31 dec 1950-1975 i län, kommuner och församlingar enligt kommunindelningen 1 jan 1976. |                                                       |                                                       |                                                       |                                                       |

## Politik

### Mandatfördelning i valet 1938
| 21 | 4 | 3 | 2 |

| 27 |

### Fotnoter
1. ↑  http://www.scb.se/Pages/List____322986.aspx SCB: Folkmängden inom administrativa områden den 31 december 1926 s. 37 anm. till Gävleborgs län fotnot 3
2. ↑  Per Andersson: Sveriges kommunindelning 1863-1993, Draking, Mjölby 1993, ISBN 91-87784-05-X, s. 87
3. ↑  ”Förteckning (Sveriges församlingar genom tiderna)”. Skatteverket. 1989. http://www.skatteverket.se/privat/folkbokforing/omfolkbokforing/folkbokforingigaridag/sverigesforsamlingargenomtiderna/forteckning.4.18e1b10334ebe8bc80003999.html. Läst 17 december 2013.